# Агуду
Агуду (порт. Agudo) — муниципалитет в Бразилии, входит в штат Риу-Гранди-ду-Сул. Составная часть мезорегиона Западно-центральная часть штата Риу-Гранди-ду-Сул. Входит в экономико-статистический микрорегион Рестинга-Сека. Население составляет 16 714 человека на 2007 год. Занимает площадь 536,117 км². Плотность населения — 33,6 чел./км².

## История
Город основан 16 февраля 1959 года.

## Статистика
- Валовой внутренний продукт на 2003 составляет 214.415.974,00 реалов (данные: Бразильский институт географии и статистики).
- Валовой внутренний продукт на душу населения на 2003 составляет 12.079,77 реалов (данные: Бразильский институт географии и статистики).
- Индекс развития человеческого потенциала на 2000 составляет 0,786 (данные: Программа развития ООН).

## География
Климат местности: субтропический.